# Jean Mone
Jean Mone (* um 1500 in Metz; † um 1548 in Brüssel) war ein Bildhauer.

## Leben
Mone verbrachte den Großteil seiner Laufbahn in den Niederlanden und arbeitete in Brüssel, Antwerpen und Mechelen. Er war der bevorzugte Bildhauer des Kaisers Karl V. Der Hochaltar in Hal bei Brüssel (1533) war eine seiner ersten Arbeiten für den Kaiser. Das majestätische Grabmal für den Erzieher des Kaisers, Guillaume II. de Croÿ, Seigneur de Chièvres, in Anghien war ein weiteres wichtiges Werk. Er übertraf sich in der Arbeit mit Marmor und war der erste Bildhauer der Niederlande, der den italienischen Stil der Zeit nachempfand. Mone sagte sich von der gotischen Tradition völlig los.
| Personendaten    | Personendaten        |
| ---------------- | -------------------- |
| NAME             | Mone, Jean           |
| ALTERNATIVNAMEN  | Mone, Johann         |
| KURZBESCHREIBUNG | flämischer Bildhauer |
| GEBURTSDATUM     | um 1500              |
| GEBURTSORT       | Metz                 |
| STERBEDATUM      | um 1548              |
| STERBEORT        | Brüssel              |